# The Best of Me
The Best of Me es un álbum de grandes éxitos del cantautor Bryan Adams. Fue publicado mundialmente en 1999, y en los Estados Unidos en 2002. Esta fue la última publicación con la casa discográfica A&M Records. Al inicio de su lanzamiento, se publicó una edición especial de 2 discos en el cual se emitieron temas en vivo. Otro set de edición especial de 2 discos fue lanzado en los Estados Unidos, denominado "Special Tour Edition", acompañada de tres canciones extra. Este es el segundo álbum recopilatorio de Adams, después del "So Far, So Good"; excepto en Japón, donde "Hits On Fire" fue publicado en 1988.

## Lista de canciones
| N.º | Título                                        | Escritor(es)               | Duración |  |
| 1.  | «The Best of Me»                              | Adams, Lange               | 3:33     |  |
| 2.  | «Can't Stop This Thing We Started»            | Adams, Lange               | 4:29     |  |
| 3.  | «I'm Ready»                                   | Adams, Vallance            | 4:29     |  |
| 4.  | «Summer of '69»                               | Adams, Vallance            | 3:34     |  |
| 5.  | «Let's Make a Night to Remember»              | Adams, Lange               | 6:19     |  |
| 6.  | «All for Love»                                | Adams, Lange, Kamen        | 4:36     |  |
| 7.  | «Have You Ever Really Loved a Woman?»         | Adams, Lange, Kamen        | 4:48     |  |
| 8.  | «Run to You»                                  | Adams, Vallance            | 3:54     |  |
| 9.  | «Cloud Number Nine»                           | Adams, Martin, Peters      | 4:11     |  |
| 10. | «(Everything I Do) I Do It For You»           | Adams, Lange, Kamen        | 6:34     |  |
| 11. | «Back to You»                                 | Adams, Kennedy             | 4:30     |  |
| 12. | «When You're Gone»                            | Adams, Kennedy             | 3:25     |  |
| 13. | «Please Forgive Me»                           | Adams, Lange, Kamen        | 5:58     |  |
| 14. | «The Only Thing That Looks Good on Me Is You» | Adams, Lange               | 3:37     |  |
| 15. | «Inside Out»                                  | Adams                      | 4:47     |  |
| 16. | «Don't Give Up»                               | Bracegirdle, Adams, Hedges | 3:42     |  |

 Disco de Edición Especial con Extras de 1999
1. "Summer of '69 (En vivo desde Sudáfrica)" – 3:34
2. "Back To You (En vivo desde Sudáfrica)" – 5:28
3. "Can't Stop This Thing We Started (En vivo desde Sudáfrica)" – 5:12
4. "Have You Ever Really Loved a Woman? (En vivo desde Sudáfrica)" – 4:52
5. "Rock Steady (En vivo desde Sudáfrica)" – 5:23

Los temas 2 y 5 están también disponibles en el sencillo "Inside Out", publicado en el año 2000.

 Disco Special Tour Edition con canciones extra de 2000
1. "Summer of '69 (En vivo desde Sudáfrica)" – 3:34
2. "Back To You (En vivo desde Sudáfrica)" – 5:28
3. "Can't Stop This Thing We Started (En vivo desde Sudáfrica)" – 5:12
4. "Have You Ever Really Loved a Woman? (En vivo desde Sudáfrica)" – 4:52
5. "Rock Steady (En vivo desde Sudáfrica)" – 5:23
6. "Cloud Number Nine (En vivo desde Slane Castle)" – 4:09
7. "I'm Ready (En vivo desde Slane Castle)" – 4:34
8. "Cuts Like a Knife (En vivo desde Slane Castle)" – 6:02

Este es básicamente el mismo disco extra como la versión 1999 edición especial, con tres temas extra añadidos.
Los temas 2 y 5 también están disponibles en el sencillo "Inside Out", publicado en 2000.
Los temas 6, 7 y 8 son de la versión DVD "Live At Slane Castle".

## Personal
- Bryan Adams (Voz y guitarra)
- El resto del personal varía en cada pista.

- Datos: Q939601